# En uldkarterske
En uldkarterske er et maleri af Camille Pissarro fra 1880. Maleriet er udført på beton og er meget skrøbeligt. Det er gået i stykker og restaureret to gange, derfor de blev overført til Tate som  sikkerhed mod yderligere skader. Sikkert af samme grund kan maleriet ikke ses udstillet.
Maleriet blev først udstillet på den femte impressionistiske udstilling i 1880 i Paris med titlen The Goose Girl (Mayenne). Mayenne er et område i Nordvest-Frankrig, et område hvor Pissarro ofte besøgte sin ven Ludovic Piette, som boede i Montfoucault. Piette døde i 1878, og i 1880 boede Pissarro i Pontoise, nordvest for Paris, men han fortsatte med at besøge området og male dets indbyggere.

## Reference
1. ↑  Camille Pissarro | A Wool-Carder | L721 | National Gallery, London
2. ↑  "'A Wool-Carder', Camille Pissarro, 1880 | Tate". Arkiveret fra originalen 24. december 2018. Hentet 24. december 2018.